# Élection présidentielle américaine de 2016 en Idaho
L'élection présidentielle américaine de 2016, cinquante-huitième élection présidentielle américaine depuis 1788, a lieu le 8 novembre 2016 et conduit à la désignation du républicain Donald Trump comme quarante-cinquième président des États-Unis.
En Idaho, les Républicains l'emportent avec Donald Trump, comme présumé par les sondages.

## Résultats des élections en Idaho
| Candidat présidentiel | Vice Président   | Parti Politique       | Vote Populaire | Vote Populaire | Vote électoral |
| --------------------- | ---------------- | --------------------- | -------------- | -------------- | -------------- |
| Donald J. Trump       | Michael R. Pence | Républicains          | 409955         | 59,25%         | 4              |
| Hillary Clinton       | Tim Kaine        | Démocrates            | 189765         | 27,48%         | 0              |
| Evan McMullin         | Nathan Johnson   | Mieux pour l'Amérique | 46476          | 6,73%          | 0              |
| Gary Johnson          | Bill Weld        | Libertariens          | 28331          | 4,10%          | 0              |
| Dr. Jill Stein        | Ajamu Baraka     | Vert                  | 8496           | 1,23%          | 0              |
| Darrell L. Castle     | Scott N. Bradley | Indépendant           | 4403           | 0,64%          | 0              |
| Scott Copeland        | J.R. Myers       | Constitution          | 2356           | 0,34%          | 0              |
| Autres (+)            | /                | /                     | 1551           | 0,22%          | 0              |

## Analyse
Aucun comté n'a changé de majorité entre 2012 et 2016 en Idaho. Aucun comté n'a voté à plus de 59,83 % Démocrate ou 78,23 % Républicain.
Les plus réfractaires au candidat républicain sont les habitants du comté de Blaine avec 31,15%. Les plus pessimistes envers Hillary sont dans le comté de Francklin avec 7,00 %